# Олгон-Горинская экспедиция
Олго́н-Го́ринская (иногда также Ку́р-Олго́нская) экспеди́ция — экспедиция, предпринятая Владимиром Арсеньевым на посту комиссара по инородческим делам Временного правительства осенью 1917 года.

## Ход экспедиции
Известного русского этнографа Л. Я. Штернберга как председателя 2-го отделения РГО по составлению этнографической карты России чрезвычайно интересовал этнический состав практически неизученной в этнографическом отношении северо-восточной части Приамурского края. Экспедиция в этот район готовилась Арсеньевым ещё в 1914—1915 годах, однако из-за непозволения генерал-губернатора Н. Л. Гондатти осуществить её не удалось. Наконец, в ходе поездки на реку Тунгуска в 1917 году и после общения с местным аборигенным населением, Арсеньев задумал экспедицию в интересующий район — на реки Олгон, Горин и Кур. Средства на экспедицию выделил инженер и коммерсант В. А. Фёдоров, с условием взять с собой его сотрудника Г. К. Петрова для ознакомления с состоянием пушного промысла в районе следования экспедиции. Помимо него и Арсеньева в экспедиции принимали участие студенты-этнографы Н. П. Делле и Г. Д. Куренков (настоящее имя — А. Н. Липский), впоследствии — агент ОГПУ-НКВД, оппонент и жёсткий критик В. К. Арсеньева.
Экспедиция началась 18 ноября (1 декабря) 1917 года, когда к месту сбора на станции Ин из Хабаровска выехали студенты Н. П. Делле и Г. Д. Куренков. Через два дня выехали В. К. Арсеньев и Г. К. Петров. Встретившись и переночевав на станции, путешественники наняли две подводы с лошадьми и проводника-тунгуса. Днём 22 ноября (5 декабря) участники экспедиции тронулись в путь. Поскольку дорог не было, пришлось идти по льду едва замёрзших рек Ин и Урми. За первые дни пути люди несколько раз проваливались под лёд. Вечером следующего дня отряд остановился в рыбацком посёлке в устье реки Оль. Переночевав и оставив на хранение рыбакам часть снаряжения, экспедиция решила идти берегом реки Урми. 1 (14) декабря путешественники остановились в нанайском стойбище Колдок. Там по просьбе Арсеньева к отряду в качестве переводчика присоединился тунгус Гавриил Попов. В следующем пункте — стойбище Кукан, — путешественники пробыли со 2 (15) декабря по 8 (21) декабря. В стойбище Арсеньев познакомился с шаманом-тунгусом, который дал множество интересных сведений по географии и этнографии района, в том числе осветив интересовавшие Арсеньева вопросы шаманства. Студент Г. Д. Куренков решил остаться у тунгусов, и последующая часть маршрута была пройдена без него.

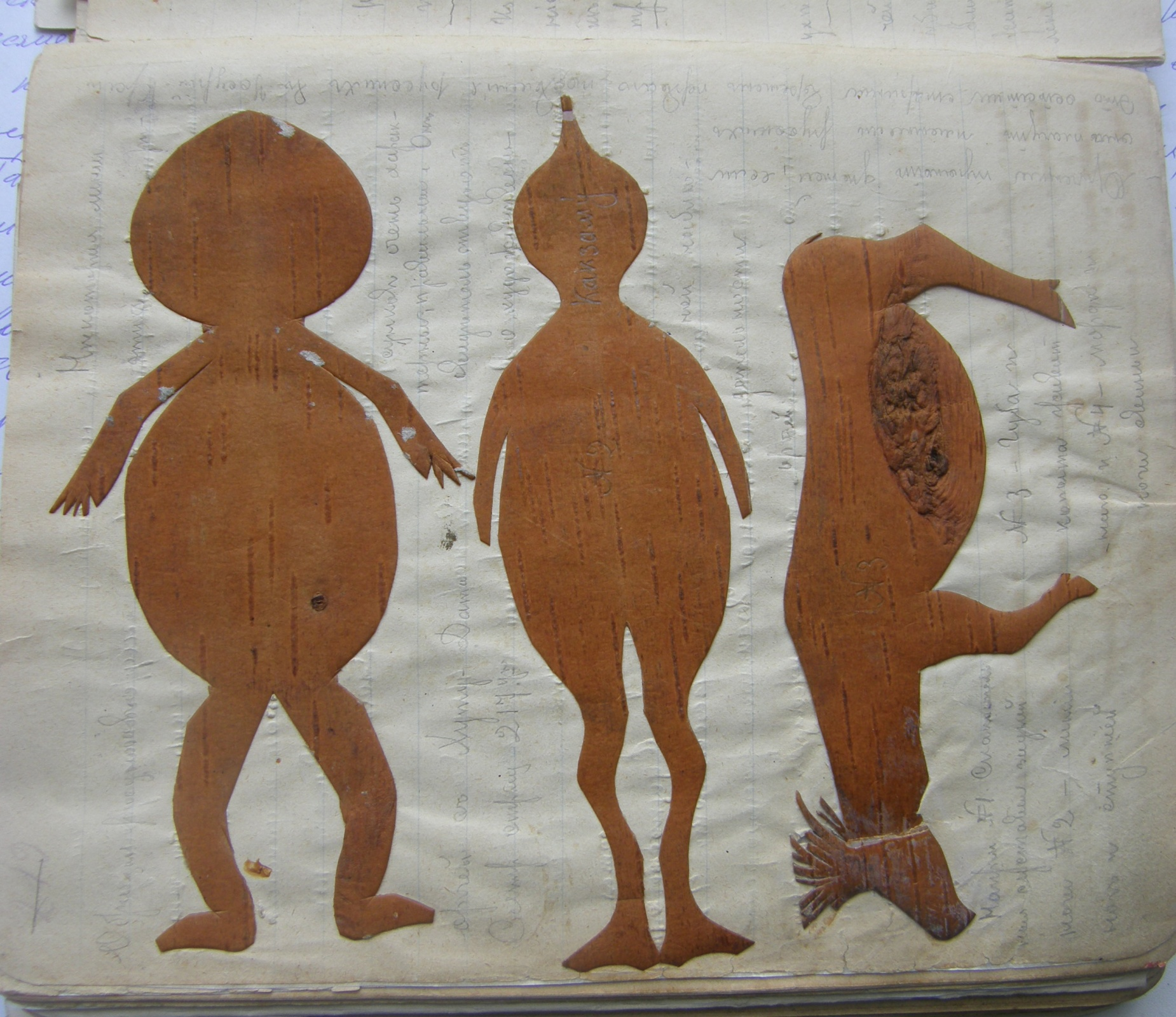
Эвенкийские фигурки из бересты, вклеенные Арсеньевым в экспедиционный дневник 1917 года

Арсеньев и его спутники покинули стойбище Кукан 8 (21) декабря, и к вечеру достигли местности Капчакакта. Там их ждал эвенк из стойбища Талакан П. Г. Павлов с четырьмя оленями и двумя санями. Во время остановки на отдых в эвенкийской юрте один из эвенков подарил Арсеньеву вырезанные из бересты фигурки различных животных и людей. Через два дня, 10 (23) декабря, путешественники добрались до селения Талакан (Солонец), где были радушно встречены местными жителями-эвенками. В Талакане участникам экспедиции пришлось задержаться на шесть дней, ожидая, пока эвенки приведут оленей. Наконец, 16 (29) декабря путешественники продолжили свой маршрут. Миновав долину реки Курун и реку Кукан, 20 декабря 1917 года (2 января 1918 года) участники экспедиции приступили к восхождению на безымянный хребет, являющийся водоразделом между бассейнами рек Урми и Кур. Хребет произвёл на Арсеньева большое впечатление, и он дал ему имя Быгин-Быгинен, что в переводе с эвенкийского значило «начальник над начальниками».
Через несколько дней после спуска с хребта спутники Арсеньева Г. Попов и Г. К. Петров заболели, из-за чего путешественникам пришлось на три дня остановиться на отдых. Заболевшему эвенку Г. Попову пришлось оставить отряд и остаться со встреченными на реке Уликэ русскими лесорубами. Весь путь пролегал через густые леса и болотные мари. При этом, экспедицию сопровождал караван из 29 оленей. Миновав реки Биракан, Пучахун и Нирянь, вечером 30 декабря 1917 года (12 января 1918 года) путешественники вышли к реке Кур и остановились в стойбище Лан, где в течение десяти дней ожидали посланных за продовольствием и новыми оленями аборигенов. Там же Арсеньев со спутниками встретил новый 1918 год. Арсеньев, тяжело переживавший события 1917 года, записал в своём дневнике:

«Первый день Нового года. Прошлый год принёс много несчастий Родине. Что-то даст наступивший Новый год? Скорее бы кончалась эта солдатская эпоха со всеми её жестокостями и лишениями».
После возвращения аборигенов с провизией путешественники отправился на восток, вдоль хребта Ян-де-Янге (современное название — Джаки Унахта-Якбыяна). 14 (27) января Арсеньев совершил восхождение на хребет Ян-де-Янге. На вершине он, как и на протяжении всего пути, провёл измерения температуры воздуха и атмосферного давления. Задержки в пути и недостаток продовольствия вынудили Арсеньева изменить маршрут: вместо намеченной реки Горин было решено идти к озеру Болонь. После пересечения хребта отряд миновал реки Уркан и Хочен, и 21 января (3 февраля) вышел к реке Харби, на берегу которой стояло нанайское стойбище Дзяфэ. Там Арсеньев расплатился с эвенками, и отпустил их с оленями восвояси. К вечеру следующего дня Арсеньев со спутниками добрался до стойбища Гогдомонгали, где Арсеньев закончил топографическую съёмку маршрута, которую он вёл на протяжении всей экспедиции. Вскоре путешественники вышли к озеру Болонь. Здесь перед Арсеньевым встал выбор: либо продолжать идти целиной на восток, и выйти к Амуру, либо свернуть к озеру и идти к нанайскому стойбищу Нергуль, а затем — к русской деревне Малмыж. Поскольку при переходе к Амуру не было бы известно, сколько дней займёт переход, и в каком именно месте путешественники выйдут к реке, Арсеньев решил выбрать второй вариант — повернуть к озеру Болонь.
Во время сильной метели 27 января (9 февраля) Арсеньев с проводником протоптал на лыжах дорогу для нарт к озеру, однако к утру следующего дня её замело снегом. Тогда студент Н. А. Делле с проводником-якутом А. Лугановым отправились на лыжах к нанайцам за собаками, чтобы потом запрячь их в нарты, и таким образом продолжить свой путь. Через три дня Делле вернулся с собаками, и к вечеру 31 января (13 февраля), проделав на нартах путь более 15 вёрст, путешественники достигли стойбища Нергуль. 5 (18) февраля они возвратились в Хабаровск.

## Итоги экспедиции
Как и обычно, на всём протяжении пути Арсеньев вёл маршрутные съёмки, делал измерения температуры и давления, собирал горные породы и минералы. Этнографические сборы Олгон-Горинской экспедиции включают в себя, в том числе, многочисленные записи словарного характера на якутском, эвенкийском, нанайском и удэгейском языках, а также подробные описания шаманских ритуалов и облачения шаманов. Событиям экспедиции Арсеньев посвятил небольшие рассказы «В тундре», напечатанный в журнале «Новый мир» в 1928 году и «Быгин-Быгинен», опубликованный во владивостокской газете «Красное знамя» годом позже. Кроме того, к 1 февраля 1929 года он планировал подготовить к печати труд «Кур-Олгонская экспедиция в горную область Ян-де-Янге», и, возможно сделал это, однако эта работа так и не была напечатана, а её рукопись ныне считается утерянной.